# Aratashen
Aratashen (in armeno Առատաշեն?, anche chiamato Arratashen e Artashen; fino al 1978 Zevya Hayi, ovvero la "Zevya armena", Zeyva, Bol'shaya Zeyva e Nerkin-Zeyva) è un comune dell'Armenia di 2 919 abitanti (2010) della provincia di Armavir. Un tell dell'età del rame si trova a sud del paese.